# إمبراطور (فلم)
الإمبراطور (بالإنجليزية: Emperor) ، فيلم صدر في 2012 تدور أحداثه حول ما بعد الحرب العالمية الثانية.

## وصلات خارجية
- الموقع الرسمي
- مقالات تستعمل روابط فنية بلا صلة مع ويكي بيانات